# Palacio Liévano
El Palacio Liévano es un edificio público ubicado en el costado occidental de la plaza de Bolívar en el centro histórico de Bogotá, Colombia.

## Historia
Antes de la construcción del palacio, en el costado occidental de la plaza Mayor se encontraban la cárcel Chiquita, la cárcel de Mujeres, el Desalojo de los Alcaldes, la casa del cabildo y el despacho de los virreyes. No obstante, un terremoto ocurrido el 16 de noviembre de 1827 deterioró de manera importante estas edificaciones, lo que obligó a su demolición.
En 1842, el cabildo de la ciudad aprobó la construcción del edificio más grande de la ciudad en este mismo lugar, el cual se denominaría galerías Arrubla. Dicha construcción, fue el primer centro comercial de la ciudad y su sede administrativa, perteneció a los hermanos Juan Manuel y Manuel Antonio Arrubla, y fue inaugurada el 1 de enero de 1848.
Un relato realizado por el diplomático brasileño Miguel María Lisboa en 1853, durante su visita a la ciudad describía a las galerías Arrubla como « un gran edificio de dos pisos, que también tiene en el pavimento de la calle una arcada que imita las galerías del Palais Royal ».
En 1866, una buena parte del edificio fue adquirida por el gobierno nacional. El 15 de febrero de 1886, el jurista y educador Nicolás Pinzón Warlosten fundó la Universidad Externado de Colombia en el segundo piso de las galerías.
El 20 de mayo de 1900 se produjo un incendio en el local de una sombrerería administrada por el alemán Emilio Streicher que duró tres días y terminó destruyendo las galerías Arrubla. El ingeniero Liévano decidió convocar a todos los propietarios del anterior edificio y los convenció de la importancia de reconstruirlo.
El actual palacio es una construcción con un estilo de Renacimiento francés que fue diseñado por el arquitecto francés Gastón Lelarge y construido por Julián Lombana, por encargo del ingeniero Indalecio Liévano. Las obras de construcción del palacio fueron concluidas en 1907.
En 1960, el edificio pasó completamente a la administración distrital y en 1974 se le realizaron diversas obras de adecuación en las cuales se suprimió la mansarda central y los locales comerciales del primer piso. Por su parte, fue propuesto como Monumento Nacional de Colombia por la resolución 003 del 12 de marzo de 1982 y declarado como tal por el decreto 2390 del 26 de septiembre de 1984.
Con motivo de los 450 años de la ciudad se fijaron 24 placas conmemorativas en los muros del pasillo del primer nivel que relatan la historia de la ciudad. El 28 de octubre de 2011 se inauguró la moderna construcción del edificio Bicentenario ubicado en la parte posterior al Palacio Liévano y que completa la manzana de la administración distrital.

## Descripción
La construcción tiene tres niveles y un patio interior en la zona sur, en donde se encuentra un busto del prócer santandereano José Acevedo y Gómez.
El palacio posee fachada aporticada y cubierta con mansardas en sus dos esquinas. El basamento se conforma por una arcada en piedra y el cuerpo posee dos niveles con 32 vanos de ventanas en cada nivel que ocupan el cuerpo completo, ornamentados con balcones, frontispicios, columnas, pilastras y capiteles.

## Galería

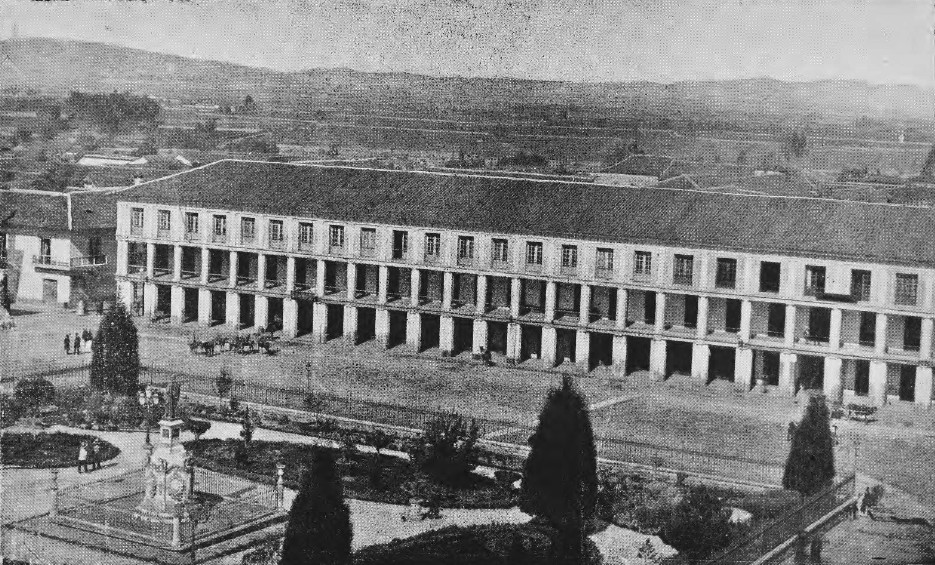
Las galerías Arrubla a finales del siglo XIX
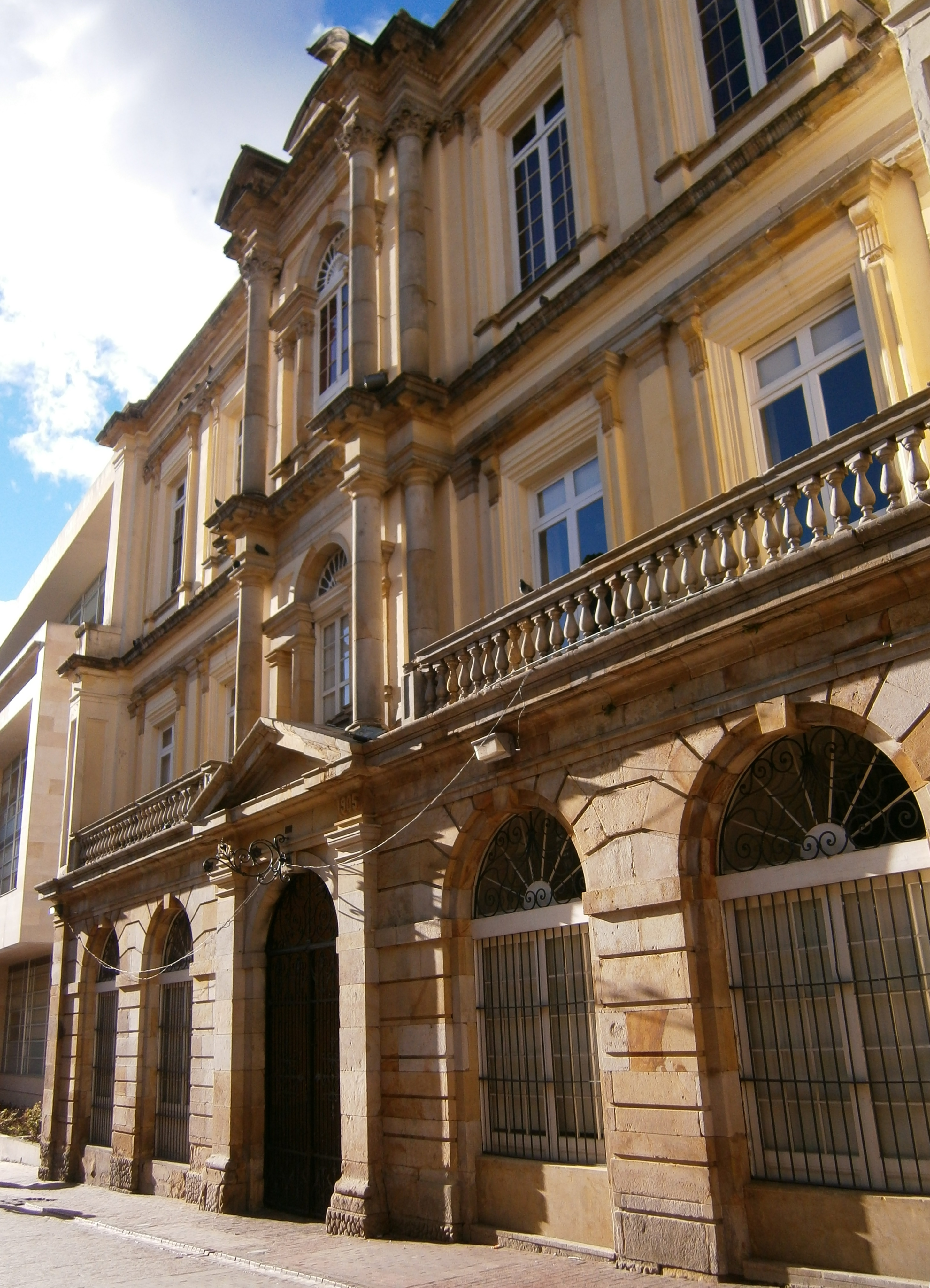
Entrada sur del Liévano
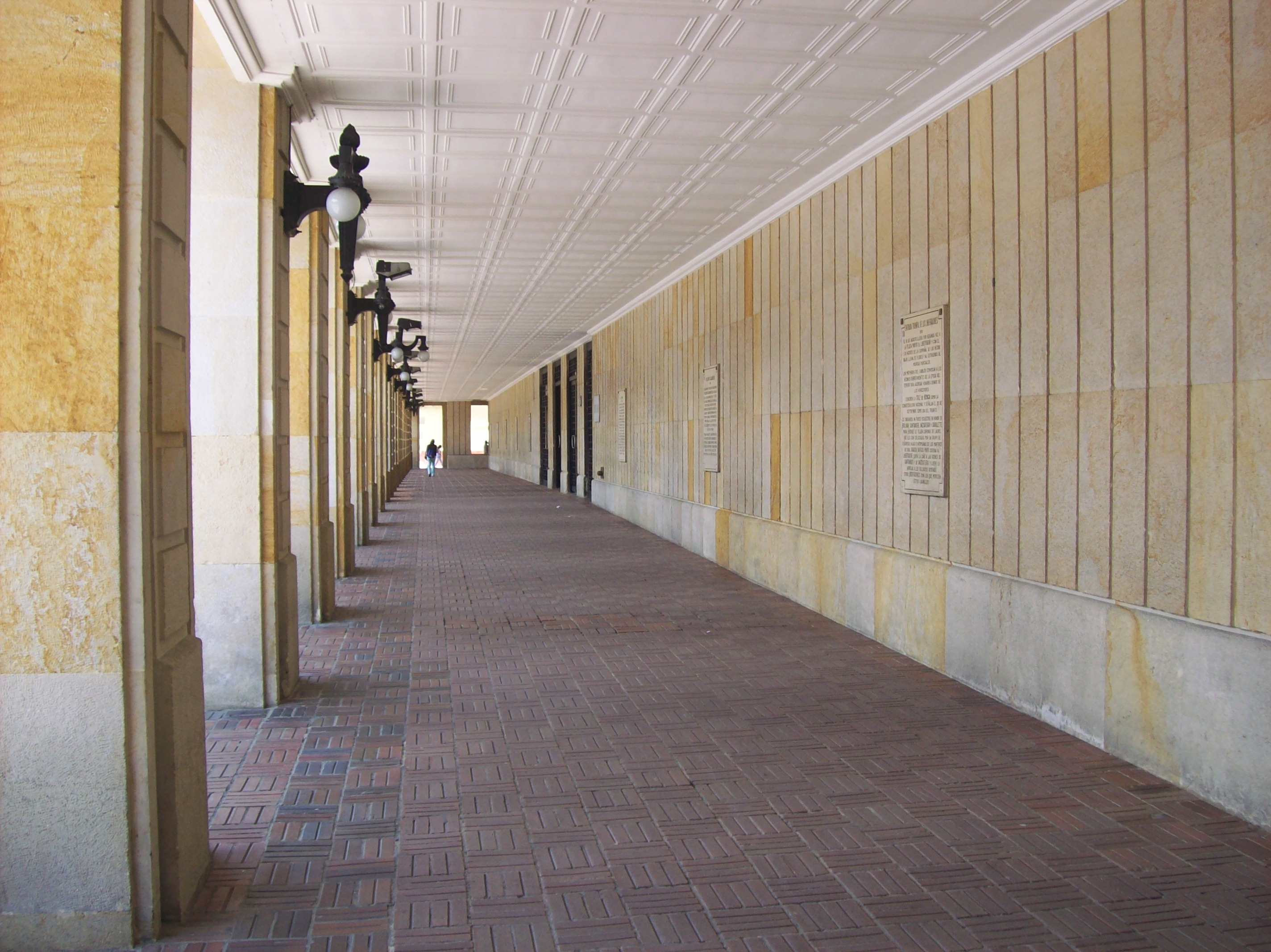
Galerías del Liévano sobre la carrera Octava